# 二柱神社
二柱神社（ふたはしらじんじゃ）は、宮城県仙台市泉区市名坂にある神社。神社の名称は、2柱の神を祀ることに由来する。
別名を「仁和多利大権現（にわたりだいごんげん）」といい、「おぼつ子（子ども）神様」として、特に子供の無病息災にご利益があるといわれ、また、伊邪那岐命、伊邪那美命の夫婦神を祀ることから縁結びでもご利益があると崇敬されている。大権現の名は、神仏習合時代の名残りで、明治の神仏分離で二柱神社となっている。

## 略史
社蔵の記録には、万寿2年（1026年）に仙台市泉区市名坂の修林壇（現・七北田東裏）に創祀されたと記されている。創祀の地は現在も二柱神社跡地（修林壇）として残る。その後、天正年間には地域の豪族の国分氏の荘園33村の内、市名坂・七北田・北根・野村・上谷刈・古内・松森・鶴が谷8村の総鎮守として祀られるようになる。国分氏が没落し、伊達氏の時代の万治年間に、七北田・市名坂に宿場が開設されるようになったころ、神社は市名坂冠川の沿岸の清浄な岩壁上で霊地を占った結果、寛文2年（1662年）4月に現在地に遷座した。
1872年（明治5年）9月、七北田村の村社となり、神社境内地の整備などが行われたが、1929年（昭和4年）8月31日に、原因不明の火災により社殿は焼失。現在の社殿は昭和初期の政情不安な時世に、10年以上にわたる役員・氏子の努力の末に、1941年（昭和16年）竣工したものである。
2024年（令和６年）10月18日、兵庫県西宮市鎮座の西宮神社より蛭児大神が奉斎された。

## 祭神
- 伊邪那岐命
- 伊邪那美命
- 蛭子命

## 境内
- 拝殿・本殿
- 神楽殿
- 神輿殿
- 境内社：雷（いかづち）神社

七北田地区のの雨乞いの神で、別名「おなり神様」といわれ崇敬されていた。雷神は蛇の姿となり、水の神の性質もあるので、落雷の被害に対する恐怖心を静めるとともに耕作神として降雨を祈ったと伝わり、干ばつが続くと雷神に集まり、鐘や太鼓を鳴らし雨乞いをしたと言われている。昭和40年ごろに、団地造成で社殿が取り壊され、雷様の石碑が団地の片隅に祀られていたのを、昭和45年以降に、当社に移された。
- 馬頭観音、馬櫪神（ばれきしん）などの石碑群

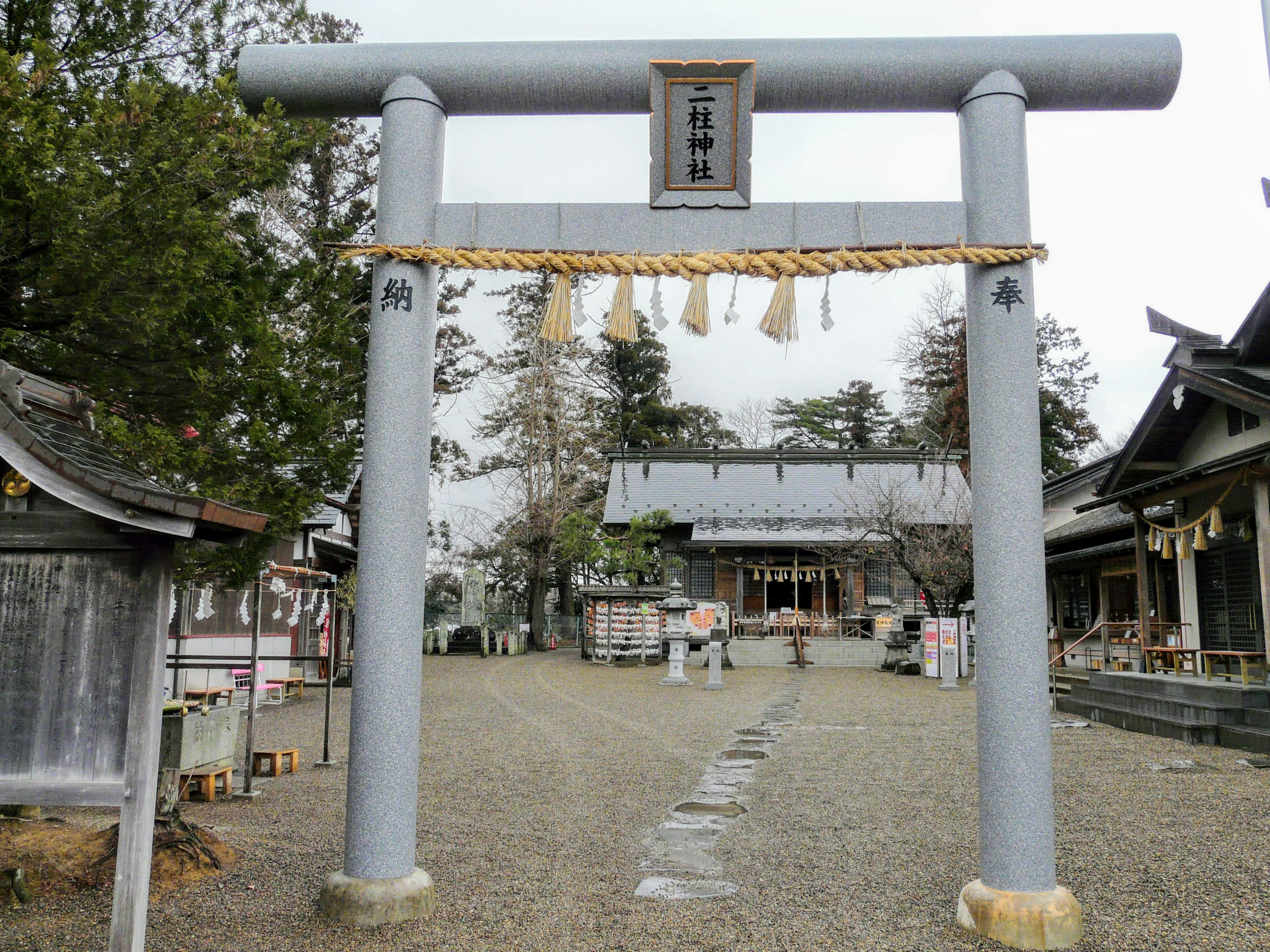
境内入り口
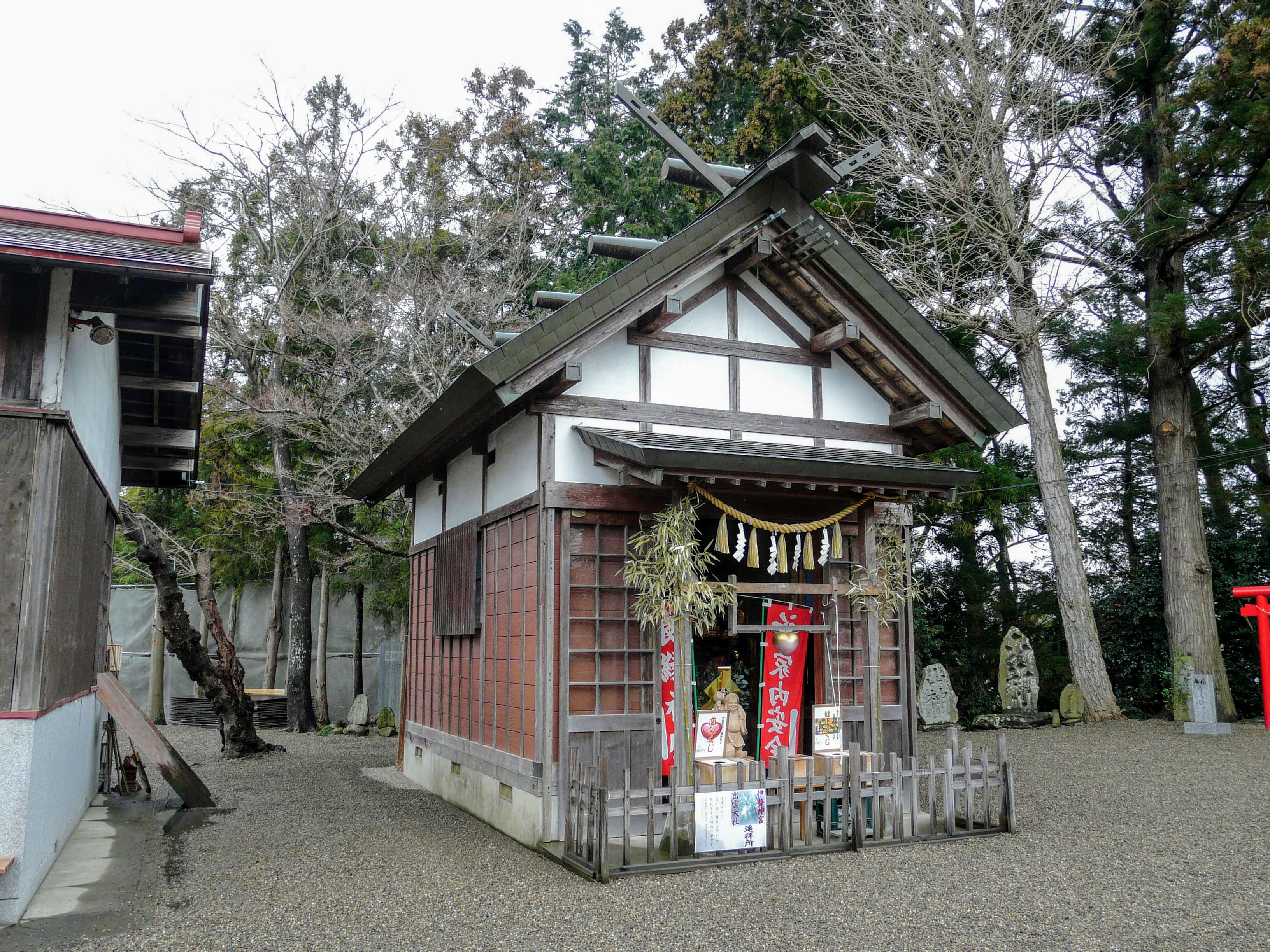
神輿殿
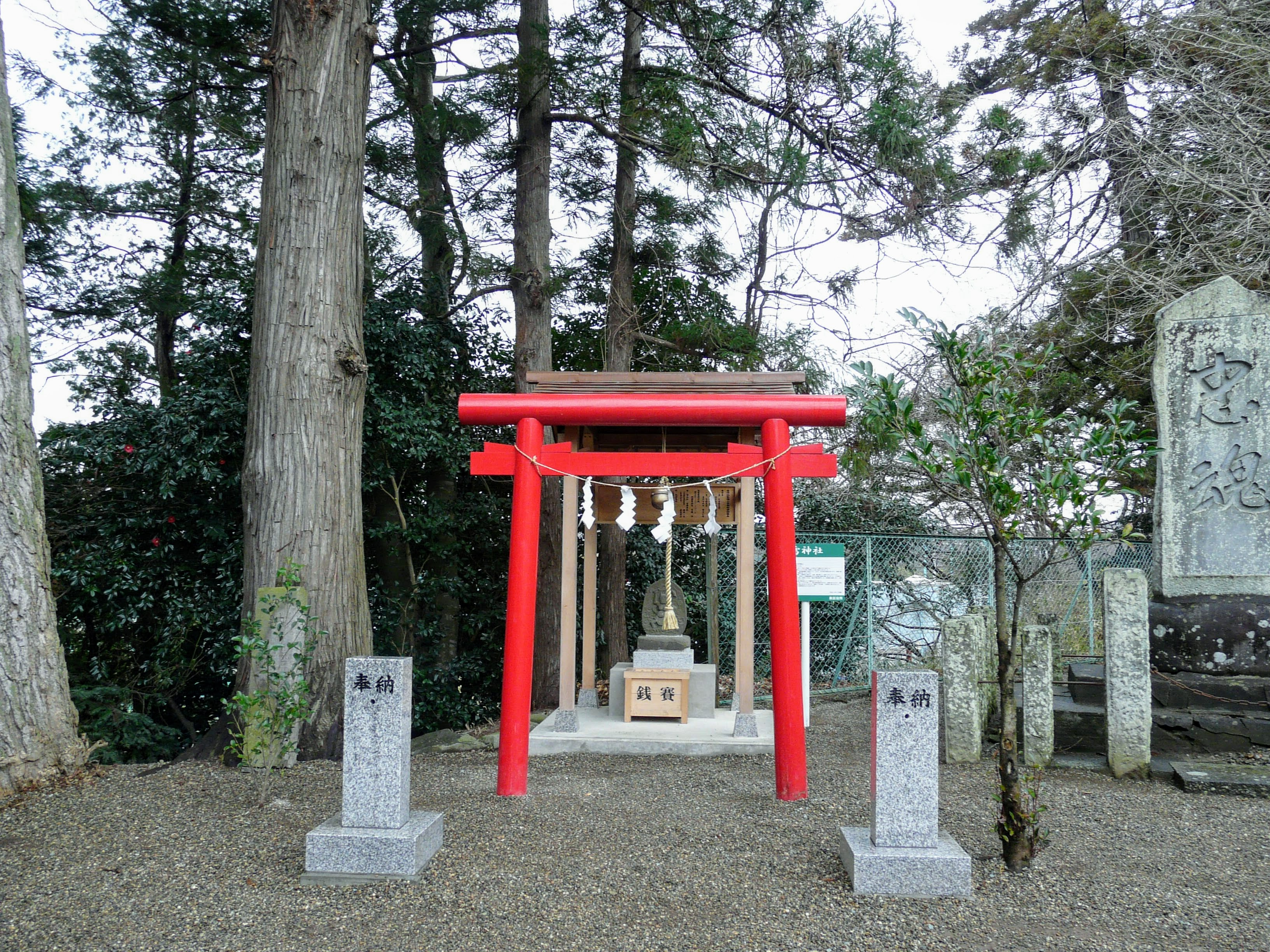
境内社：雷神社
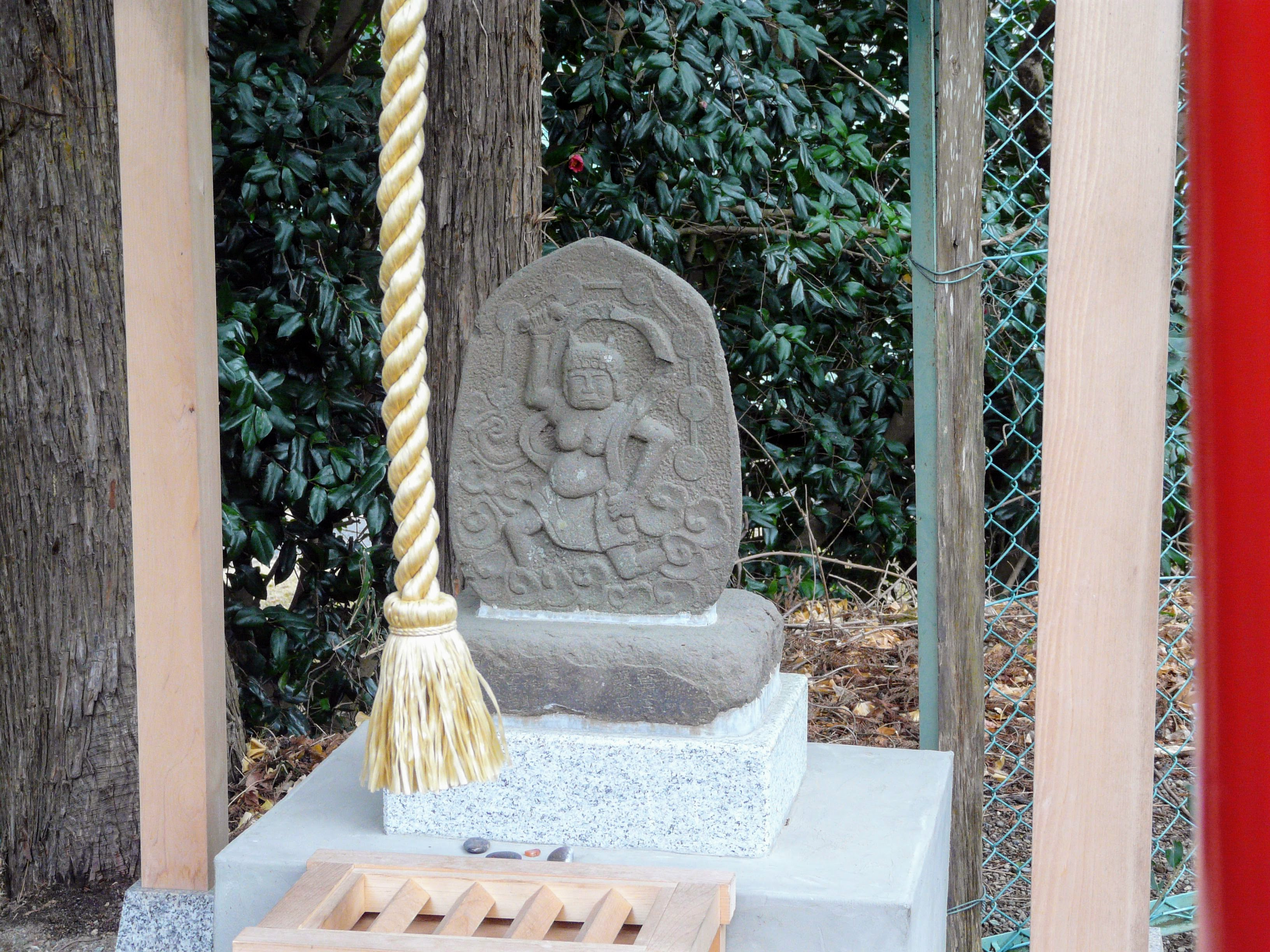
雷神社御神体
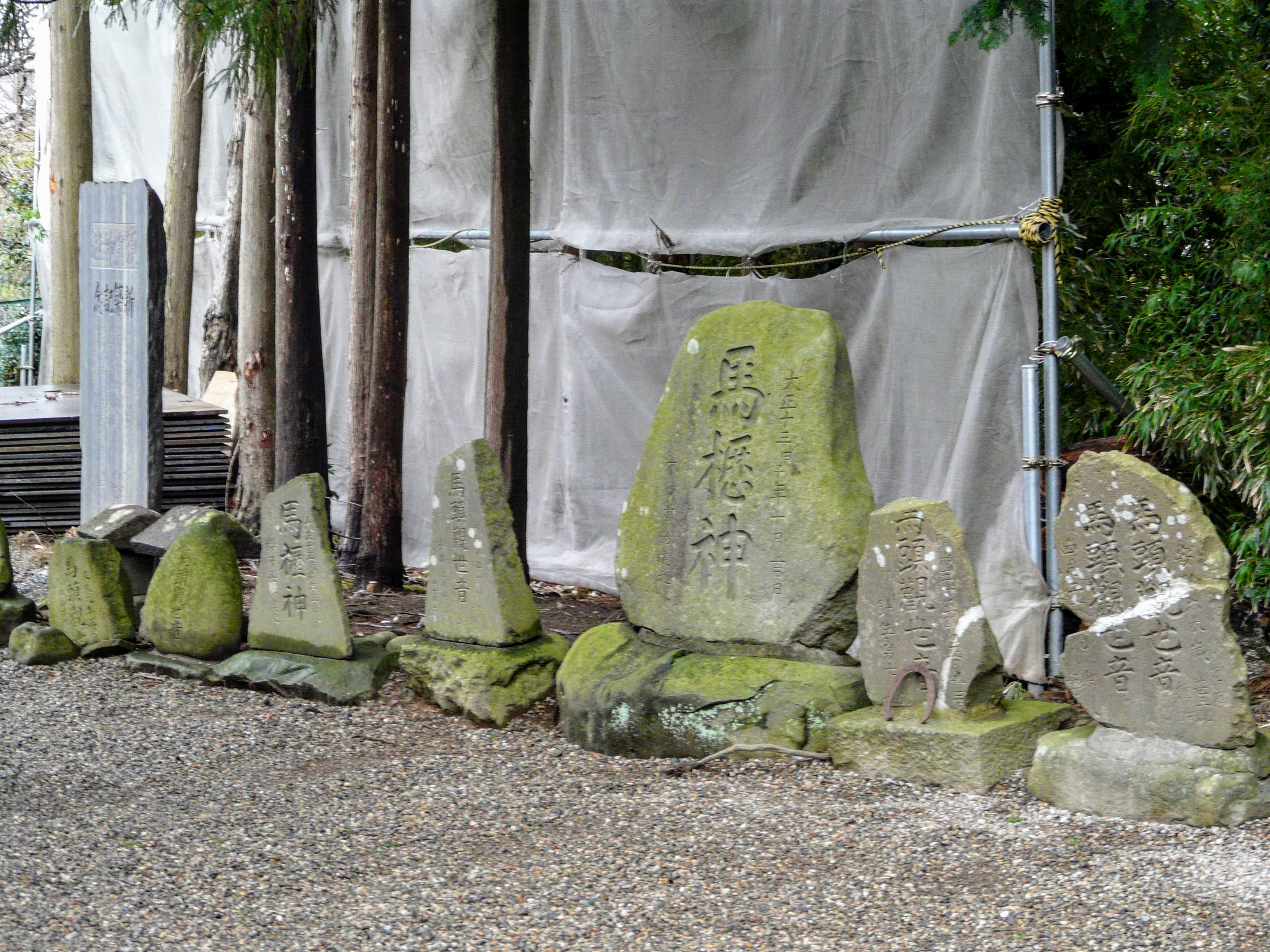
馬頭観音、馬櫪神などの石碑
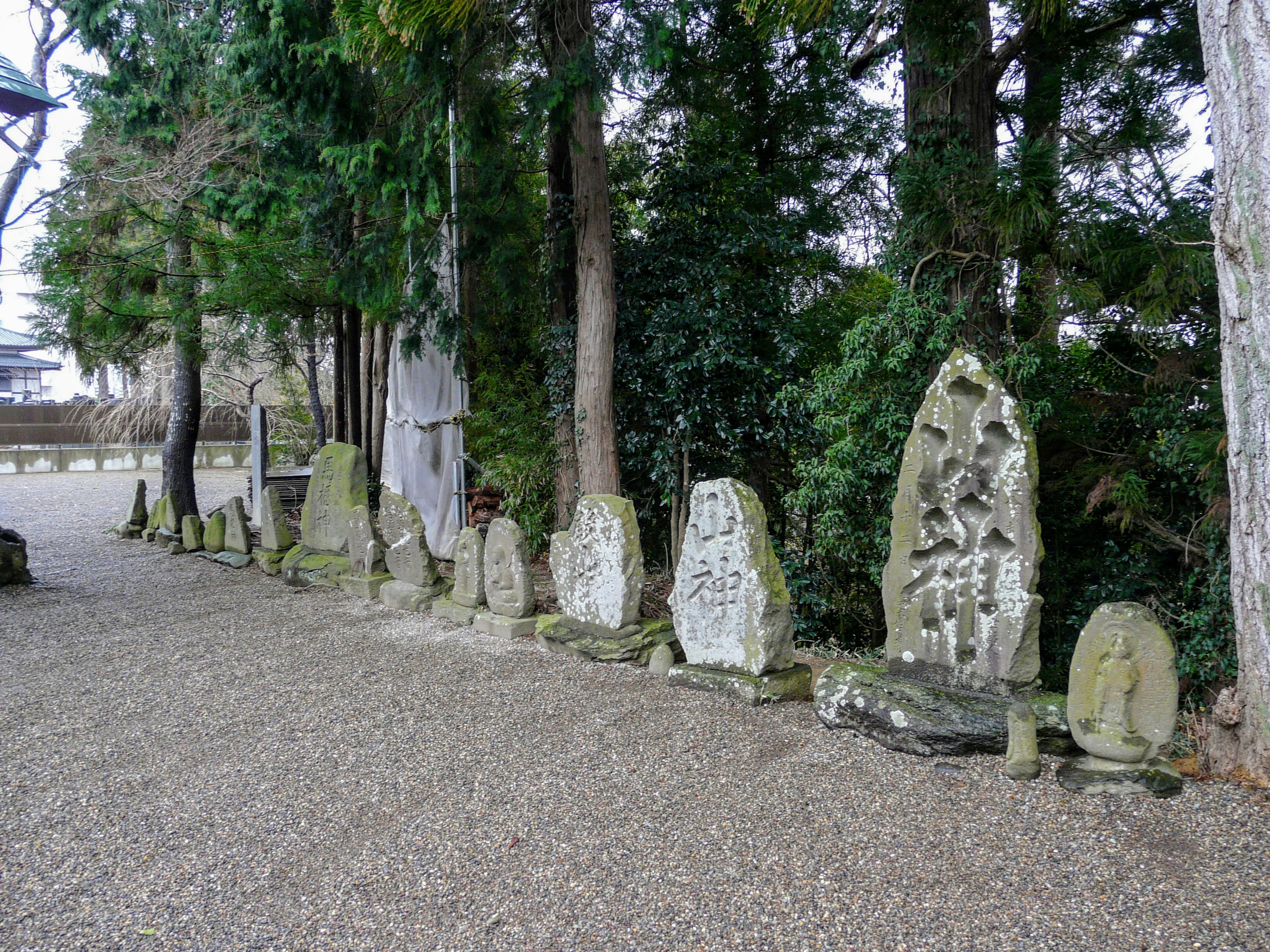
山神、馬頭観音、馬櫪神などの石碑

## アクセス
- 仙台市地下鉄南北線 八乙女駅下車 徒歩約10分。または泉中央駅下車 徒歩10分。
- 仙台交通バス 七北田橋駅下車 徒歩3分。